# Mario Stanić
Mario Stanić (Sarajevo, 10 april 1972) is een Bosnisch-Kroatisch voormalig voetballer die onder andere voor SL Benfica, Club Brugge, Parma FC en Chelsea FC heeft gespeeld.

## Clubcarrière
Stanić begon zijn carrière in 1988 bij FK Željezničar Sarajevo en werd toen gezien als een van de meest getalenteerde jonge spelers in voormalig Joegoslavië. In 1992, toen de oorlog begon, verliet hij Bosnië en ging naar Kroatië waar hij voor Dinamo Zagreb uitkwam. Nadat hij in 1993 landskampioen werd met de club verliet hij Kroatië om een jaar voor Sporting Gijón en daarna een jaar voor SL Benfica te spelen.
In 1995 arriveerde Stanić in België waar hij voor Club Brugge speelde. Daar werd hij topschutter in het seizoen 1995-1996 met 20 doelpunten en vormde hij een koningskoppel met zijn landgenoot Robert Špehar (die 12 keer scoorde). Datzelfde seizoen werd Club Brugge landskampioen. In 1997 kocht Parma FC hem en ging hij voor drie jaar bij de Italiaanse eersteklasser spelen. Met Parma won hij de UEFA Cup in 1999. Daarna speelde hij vier jaar voor Chelsea FC, waar hij zijn carrière in 2004 stopzette na een langdurige blessure.

## Clubstatistieken
| seizoen | club                 | land                 | competitie       | wed. | goals |
| ------- | -------------------- | -------------------- | ---------------- | ---- | ----- |
| 1988/89 | Željezničar Sarajevo | Vlag van Joegoslavië | Prva Liga        | 0    | 0     |
| 1989/90 | Željezničar Sarajevo | Vlag van Joegoslavië | Prva Liga        | 14   | 0     |
| 1990/91 | Željezničar Sarajevo | Vlag van Joegoslavië | Prva Liga        | 28   | 1     |
| 1991/92 | Željezničar Sarajevo | Vlag van Joegoslavië | Prva Liga        | 21   | 11    |
| 1992/93 | Dinamo Zagreb        | Vlag van Kroatië     | 1. HNL           | 26   | 11    |
| 1993/94 | Sporting Gijón       | Vlag van Spanje      | Primera División | 34   | 7     |
| 1994/95 | SL Benfica           | Vlag van Portugal    | Primeira Divisão | 13   | 5     |
| 1995/96 | Club Brugge          | Vlag van België      | Eerste klasse    | 30   | 20    |
| 1996/97 | Club Brugge          | Vlag van België      | Eerste klasse    | 7    | 7     |
| 1996/97 | Parma FC             | Vlag van Italië      | Serie A          | 13   | 3     |
| 1997/98 | Parma FC             | Vlag van Italië      | Serie A          | 23   | 4     |
| 1998/99 | Parma FC             | Vlag van Italië      | Serie A          | 18   | 7     |
| 1999/00 | Parma FC             | Vlag van Italië      | Serie A          | 24   | 6     |
| 2000/01 | Chelsea FC           | Vlag van Engeland    | Premier League   | 12   | 2     |
| 2001/02 | Chelsea FC           | Vlag van Engeland    | Premier League   | 27   | 1     |
| 2002/03 | Chelsea FC           | Vlag van Engeland    | Premier League   | 18   | 4     |
| 2003/04 | Chelsea FC           | Vlag van Engeland    | Premier League   | 2    | 0     |
| Totaal  | Totaal               | Totaal               | Totaal           | 310  | 88    |

## Interlandcarrière
Stanić speelde in totaal 49 wedstrijden (1995-2003) voor de Kroatische nationale ploeg, en scoorde zeven keer voor Kroatië. Stanić kon ook uitkomen voor het voetbalelftal van Bosnië en Herzegovina, vanwege zijn Bosnische wortels. Hij maakte zijn debuut onder leiding van bondscoach Miroslav Blažević op zondag 3 september 1995 in een kwalificatiewedstrijd voor het EK 1996 tegen Estland (7-1) in Zagreb. Kroatië kwalificeerde zich voor dit toernooi en Stanić speelde er drie wedstrijden. Op de eindronde van het WK 1998, waar Kroatië de derde plaats behaalde, speelde hij alle zeven wedstrijden.
Op de eindronde van het WK 2002 speelde Stanić twee wedstrijden. In april 2003 speelde hij zijn laatste minuten voor het nationale team, in een oefenwedstrijd tegen Zweden. In 1991 speelde Stanić twee wedstrijden voor Joegoslavië (toen Kroatië nog niet onafhankelijk was).

## Scout
Op 1 maart 2011 werd bekendgemaakt dat Stanic zal fungeren als scout voor de Belgische club Club Brugge.

## Erelijst
| Competitie            |               |               |               |               |
| Competitie            | Aantal        | Jaren         |               |               |
| Dinamo Zagreb         | Dinamo Zagreb | Dinamo Zagreb | Dinamo Zagreb | Dinamo Zagreb |
| --------------------- | ------------- | ------------- | ------------- | ------------- |
| Landskampioen Kroatië | 1x            | 1992/93       |               |               |
| Club Brugge           |               |               |               |               |
| Landskampioen België  | 1x            | 1995/96       |               |               |
| Beker van België      | 3x            | 1995/96       |               |               |
| Parma FC              |               |               |               |               |
| UEFA Cup              | 1x            | 1998/99       |               |               |
| Coppa Italia          | 1x            | 1998/99       |               |               |
| Supercoppa            | 1x            | 1999          |               |               |
| Chelsea FC            |               |               |               |               |
| FA Community Shield   | 1x            | 2000          |               |               |